# フェデリコ・バエス
フェデリコ・B・バエス（Federico B. Baez, 1981年8月4日 - ）はプエルトリコ・バヤモン出身の元プロ野球選手（投手）。右投右打。

## 経歴
1999年のMLBドラフト39巡目（全体1190位）でシカゴ・カブスから指名されたが、入団せず。
2000年のMLBドラフト42巡目（全体1241位）でシカゴ・カブスから再び指名されたが、入団せず。
2001年7月にアマチュアFAとしてボルチモア・オリオールズと契約しプロ入り。野手としてルーキー級ガルフコーストリーグ・オリオールズで28試合に出場し、打率.259、0本塁打、6打点の成績を残したが、2002年3月30日に自由契約となった。
2002年4月24日にシカゴ・カブスとマイナー契約を結び、投手に転向した。
2004年はA+級デイトナ・カブスで48試合に登板し、8勝2敗1セーブ、防御率3.55の成績を挙げた。
2005年にAA級及びAAA級に初昇格。AA級ウェストテン・ダイヤモンドジャックスで41試合に登板し、4勝3敗2セーブ、防御率4.58、AAA級アイオワ・カブスで4試合に登板し、0勝0敗0セーブ、防御率8.31の成績を挙げた
2006年は第1回WBCのプエルトリコ代表に選出された。
2007年はAAA級アイオワ・カブスで16試合に登板し、2勝0敗、防御率8.84の成績を残したが、メジャー昇格の機会はないまま、10月29日にカブスをFAとなった。
2008年6月にメキシカンリーグ・サルティーヨ・サラペメーカーズと契約した。4試合に登板して防御率21.60という結果に終わり解雇され、その後は7月に独立リーグであるアトランティックリーグのカムデン・リバーシャークスと契約した。
2009年1月16日にシンシナティ・レッズとマイナー契約を結んだ。AAA級ルイビル・バッツとAA級キャロライナ・マドキャッツで計6勝を挙げたが、オフの11月9日にFAとなった。
2010年3月19日にレッズと再契約。AAA級ルイビルで1勝を挙げたのみで終わり、オフの11月6日にFAとなった。
2011年5月にアトランティックリーグのカムデン・リバーシャークスと3年ぶりに契約。この年限りで現役を引退した。

## 選手としての特徴
速球を主体とした本格派だが、制球に不安を残す。

## 詳細情報

### 代表歴
- 2006 ワールド・ベースボール・クラシック・プエルトリコ代表